# Elektrofil aromatisk substitution
 Denne artikel bør gennemlæses af en person med fagkendskab for at sikre den faglige korrekthed.

En elektrofil aromatisk substitution (SEAr) er en organisk reaktion, en elektrofil substitutionsreaktion i en aromatisk forbindelse,
som er organiske forbindelser der indeholder en benzenring eller en heterocyklisk ring hvor kulstofatomerne er sp²-hybridiserede.
Benzenringen i de aromatiske forbindelser er meget stabil sammenlignet med andre organiske molekyler. Aromatiske forbindelser findes overalt i naturen, hvor de ofte giver anledning til en bestemt duft i forskellige planter. Deraf stammer navnet aromatisk, som oprindeligt blev benyttet om stoffer som gav aroma.